# 薩摩汁

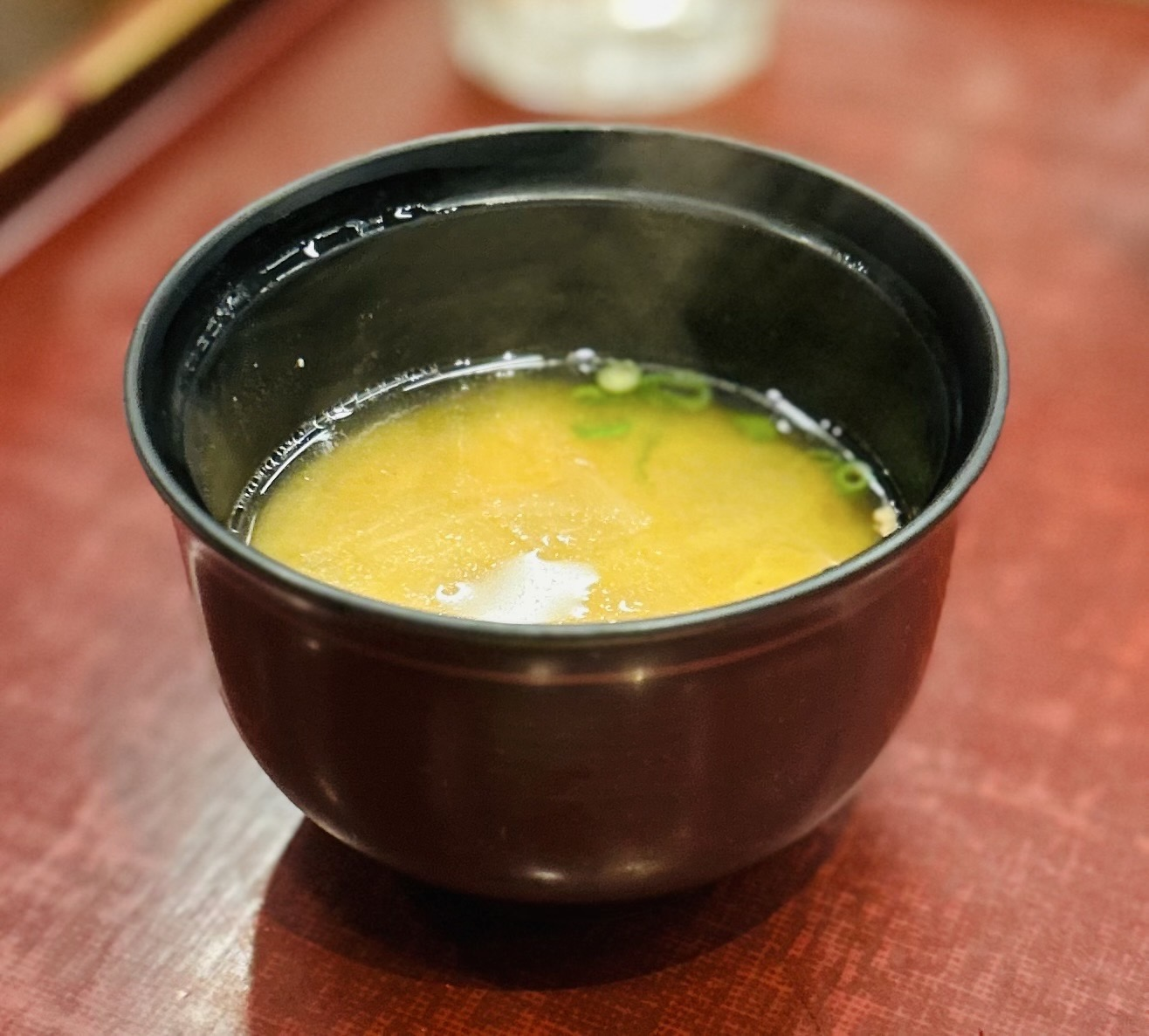
薩摩汁

薩摩汁（さつまじる）は、鶏肉や豚肉などを使う、肉入りの味噌汁。豚汁の原型ともいう。
名称は、「サツマイモのはいった汁」ではなく、鹿児島県の郷土料理であることからきた。ゆえに旧海軍では鹿児島汁とも言った。
江戸時代の日本では基本的に肉食の習慣がなかったが、例外的に鹿児島地方だけは肉食をしており、豚、鳥、兎などの汁料理があった。江戸時代の薩摩藩では薩摩鶏による闘鶏が盛んだった。闘鶏の際に負けた鶏を殺して食べたのが薩摩汁の始まりとされる。鶏肉とダイコン、サツマイモ、ゴボウ、ネギといった季節の野菜と煮て味噌汁にする。
明治時代になると政府は肉食を奨励し、肉入り味噌汁は「薩摩汁」の名称で明治陸軍の公式調理マニュアルである『軍隊調理法』（明治43年）に記載され、全国の兵士が食するようになった。除隊した兵士たちが地元に豚汁を伝え、明治末には日本中の一般家庭にも普及した。
『軍隊調理法』の89頁に記載されているレシピでは「甘藷か里芋」が材料に指定されているが、復刻された『海軍割烹術参考書』26頁記載のレシピではサツマイモは使用されない。また、『軍隊調理法』では使用する肉について、豚や鳥の他、ウサギ肉や羊肉でもよいと記されている。今日では薩摩鶏が入手困難であることから、豚肉を用いることが多い。鶏肉は骨付きを用いるのが本式であるが、骨付きでなければならないわけでもない。